# Кроманьонски човек
Кроманьонският човек (на английски: Cro-Magnon) е общо наименование използвано да опише първите анатомично модерни хора (Ранни хомо-сапиенс) от Европейския късен палеолит. Модерната наука предпочита термина „Ранен модерен човек“ пред термина „Кроманьонец“.
Техни останки за пръв път са открити в пещерата Кроманьон (на френски: Cro-Magnon), в Дордон, югозападна Франция, откъдето идва и името им. Най-старите намерени останки на Кроманоидни хора са датирани допреди около 43 000 години.
Кроманьонците са били грубовато устроени и силни. Телата им са били мощни със силно развита мускулатура. Челото е било право, различаващо се от улегналото чело на Неандерталеца и със слабо изразени вежди. Лицата им са били ниски и широки, челюстта голяма и мощна, брадичката силна и издадена напред. Мозъчният обем е бил около 1600 кубични сантиметра, по-голям от този на съвременните хора. Кроманьонците са били изправени хора, с висок ръст, противоположно на Неандерталците. Предположено е, че средностатистически са били високи около 1,75 м, въпреки че е възможно едри мъже да са достигали до 1,95 м и повече. Те се различават от днешните хора с грубоватия и силен външен вид и малко по-голям капацитет на черепната кутия (1600 cc). Още една уникална черта са техните правоъгълни очни орбити.
Терминът „Кроманьонец“ следователно се е използвал като общо наименование за всички анатомично модерни праисторически Европейци.

## Произход на Кроманьонските хора
Теорията е, че Анатомично модерните хора са произлезли в Източна Африка преди около 100 000 до 200 000 години. Според тази теория, голям преход през Арабския полуостров преди 60 000 години е довел модерните хора в Евразия, като една група е заселена бреговете на Индийския океан, а втора е мигрирала на север в степите на централна Азия.
|  |  |
|  |  |